# Kiurujärvi
Kiurujärvi är en sjö i Finland. Den ligger i kommunen Savukoski i landskapet Lappland, i den norra delen av landet, 800 km norr om huvudstaden Helsingfors. Kiurujärvi ligger 208,5 meter över havet. Den är 6,87 meter djup. Arean är 3,94 kvadratkilometer och strandlinjen är 12,63 kilometer lång. Sjön  ingår i Kemi älvs huvudavrinningsområde. 